# Ardonea nigella
Ardonea nigella là một loài bướm đêm thuộc phân họ Arctiinae, họ Erebidae.